# Dystrykt Północny (Liban)
Dystrykt Północny (arab. الشمال) – muhafaza w północnym Libanie.
Muhafaza dzieli się na siedem dystryktów:
- Kada Akkar
- Kada Baszarri
- Kada Al-Batrun
- Kada Al-Kura
- Kada Al-Minja-Al-Danja
- Kada Trypolis
- Kada Zagharta